# 鈴木洋子
鈴木 洋子（すずき ようこ）は、日本の柔道家。現役時代は66kg超級及び72kg超級の選手。千葉県出身。

## 人物
茂原農業高校2年の時には体重別選手権66kg超級決勝で就実高校3年の大村嘉奈を破って優勝を飾り、世界選手権の72kg級代表に選出された。パリで行われた世界選手権では初戦と2回戦は勝つものの、3回戦でオランダのヨランダ・ファンメッヘレンに敗れた。1983年の強化選手選考会決勝では宇都宮工業高校1年の黒川琴美を破って優勝を飾った。環太平洋柔道選手権大会では72kg級で2位、無差別で優勝を飾った。
。体重別選手権では決勝で大村に敗れて2位だった。1985年には体重別選手権の72kg超級で3位に入った。

## 主な戦績
- 1982年 -　体重別選手権　優勝　66kg超級
- 1983年 -　環太平洋柔道選手権大会　72kg級　2位　無差別　優勝
- 1983年　- 強化選手選考会　優勝　66kg超級
- 1983年 -　体重別選手権　2位　66kg超級
- 1985年 -　体重別選手権　3位　72kg超級

(出典、JudoInside.com)